# 건초 마차
건초 마차(The Hay Wain, 원제: Landscape: Noon), 건초를 싣는 마차는 존 컨스터블의 그림으로, 1821년 완성되었다. 런던 내셔널 갤러리 소장 작품이다. 이 작품은 런던에서 발표되었으나 아무런 반향도 얻지 못했고, 우연히 프랑스인이 사가지고 가서 1824년에 파리의 살롱에 출품했다. 그때 외젠 들라크루아는 대작 <히오스섬의 학살>을 출품하고 있었는데, 이 작품의 색채에 경탄하여 급히 자기 작품의 배경에 손을 대었다.
컨스터블은 각국을 돌아다니며 좋은 풍경을 찾지 않는다. 그는 한 그루의 나무나 한개의 돌에서까지 고향의 자연을 자세히 주시하고 있다. 매끄럽고 깨끗한 묘사를 많이 한 영국에서의 그는 세상 물정에 어두웠고 집요했다. 그러나 그는 꾸며진 매력을 좋아하지 않았으며, 기만(欺瞞)을 가미하지 않는 진실을 존중하고 있다.
이 화면에서는 밝은 한나절에, 얕은 물을 수레가 평화스럽게 건너고 있다. 왼편에는 전형적인 농가가 있고, 고요한 정경에, 개가 뛰어나와 움직임을 더해 주고 있다. 컨스터블은 과학자와 같은 관찰로 조석(朝夕)의 근소한 변이(變移)에서도 자연의 취향이 어느 정도로 변화하는지를 읽고 있다. 이 작품도 나무그늘의 습기나 근처의 물기에서, 흰벽이나 물의 일단(一端)을 밝히는 어둠을 통해 비치는 광선까지 보는 사람으로 하여금 피부로 그 곳을 느끼게 하는 정밀한 묘사를 보여주고 있다.